# Schab

Umiejscowienie schabu na diagramie tuszy wieprzowej: 4. karczek, 6. schab

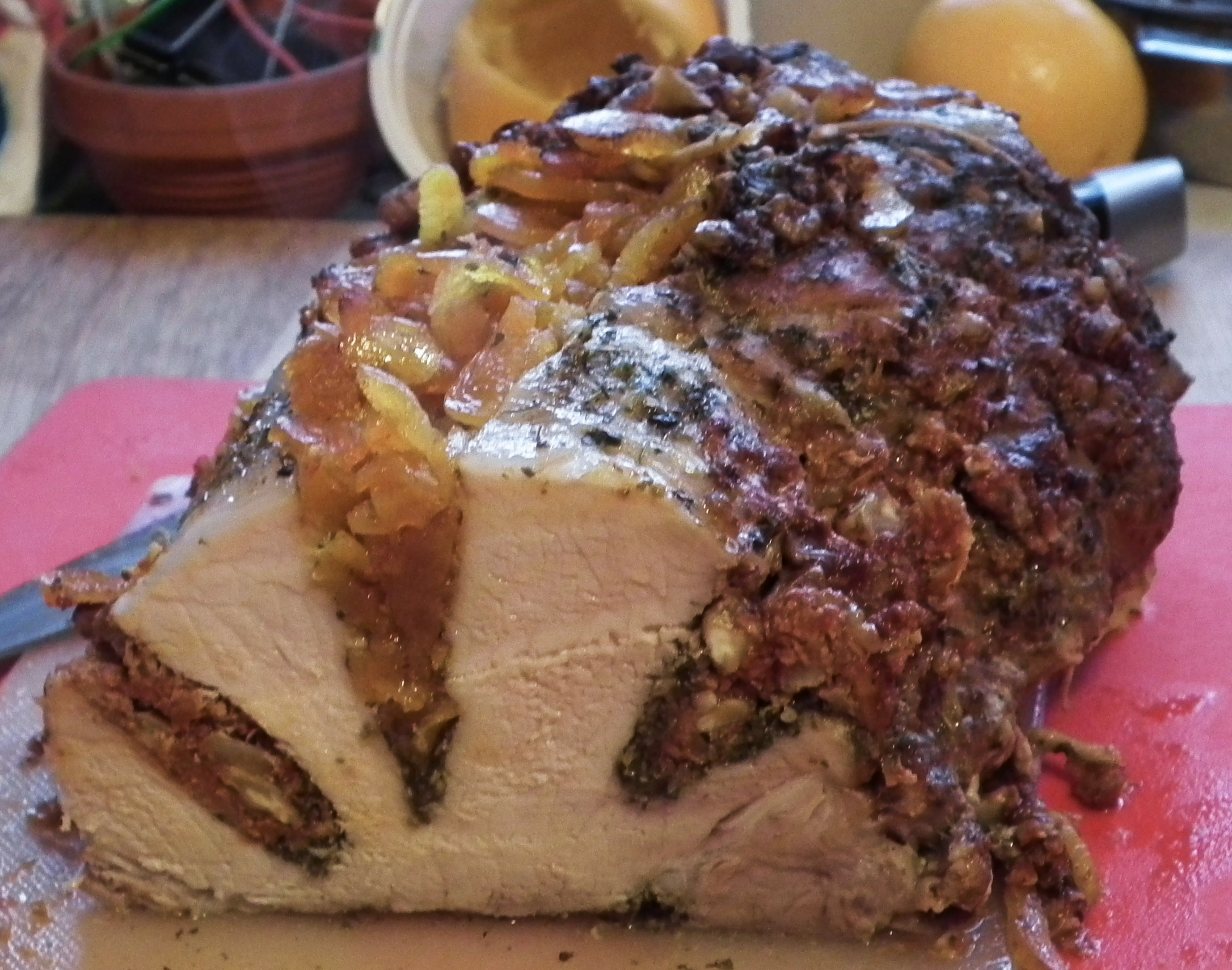
Pieczony schab z morelami

Schab – mięso pozyskiwane z tuszy wieprzowej, najczęściej przeznaczone do smażenia (kotlety schabowe) oraz do pieczenia i wędzenia. Przykładowe wyroby wędliniarskie uzyskane ze schabu to polędwica łososiowa, polędwica sopocka, schab pieczony.
Jako towar występuje schłodzony lub zamrożony, z kością lub bez. Powierzchnia powinna być czysta, nie zakrwawiona, bez przekrwień, zmiażdżonych kości. Niedopuszczalne są: oślizgłość, nalot pleśni; części rozmrożone mogą być wilgotne.
Cechy wymagane dla produktu handlowego:
- Barwa mięsa: jasnoróżowa do czerwonej, dopuszcza się zmatowienia
- Barwa tłuszczu: biała z odcieniem kremowym lub lekko różowym (w przypadku mięsa i tłuszczu mrożonego dopuszcza się nieznaczne zszarzanie barwy na powierzchni)
- Zapach: swoisty, charakterystyczny dla mięsa świeżego bez oznak zaparzenia i rozpoczynającego się psucia, niedopuszczalny zapach płciowy.

## Przygotowanie
Schab odcina się z odcinka piersiowo–lędźwiowego tuszy; linie cięć przebiegają: od przodu pomiędzy 4 a 5 kręgiem piersiowym, od góry po linii podziału tuszy, od dołu po linii prostopadłej w odległości 3 cm poniżej dolnej granicy przyczepu mięśnia najdłuższego grzbietu do żebra, od tyłu po przedniej krawędzi skrzydła kości biodrowej tak żeby część chrząstkowa została przy schabie. Ze schabu zdejmuje się skórę ze słoniną, może on być jednak pokryty warstwą tłuszczu; schab zawiera kręgi piersiowe od 5 do ostatniego wraz z przyległymi do nich górnymi odcinkami żebra i przepołowione kręgi lędźwiowe. Główne mięśnie: najdłuższy grzbietu, wielodzielny grzbietu, kolczasty i lędźwiowy większy.